# Paul Gavault
Scènes principales
théâtre de l'Odéon, théâtre des Variétés, théâtre du Palais-Royal
Paul Gavault est un dramaturge, scénariste et directeur de théâtre français, né le 1er septembre 1866 à Paris (17e) et mort dans la même ville le 25 décembre 1951.

## Biographie

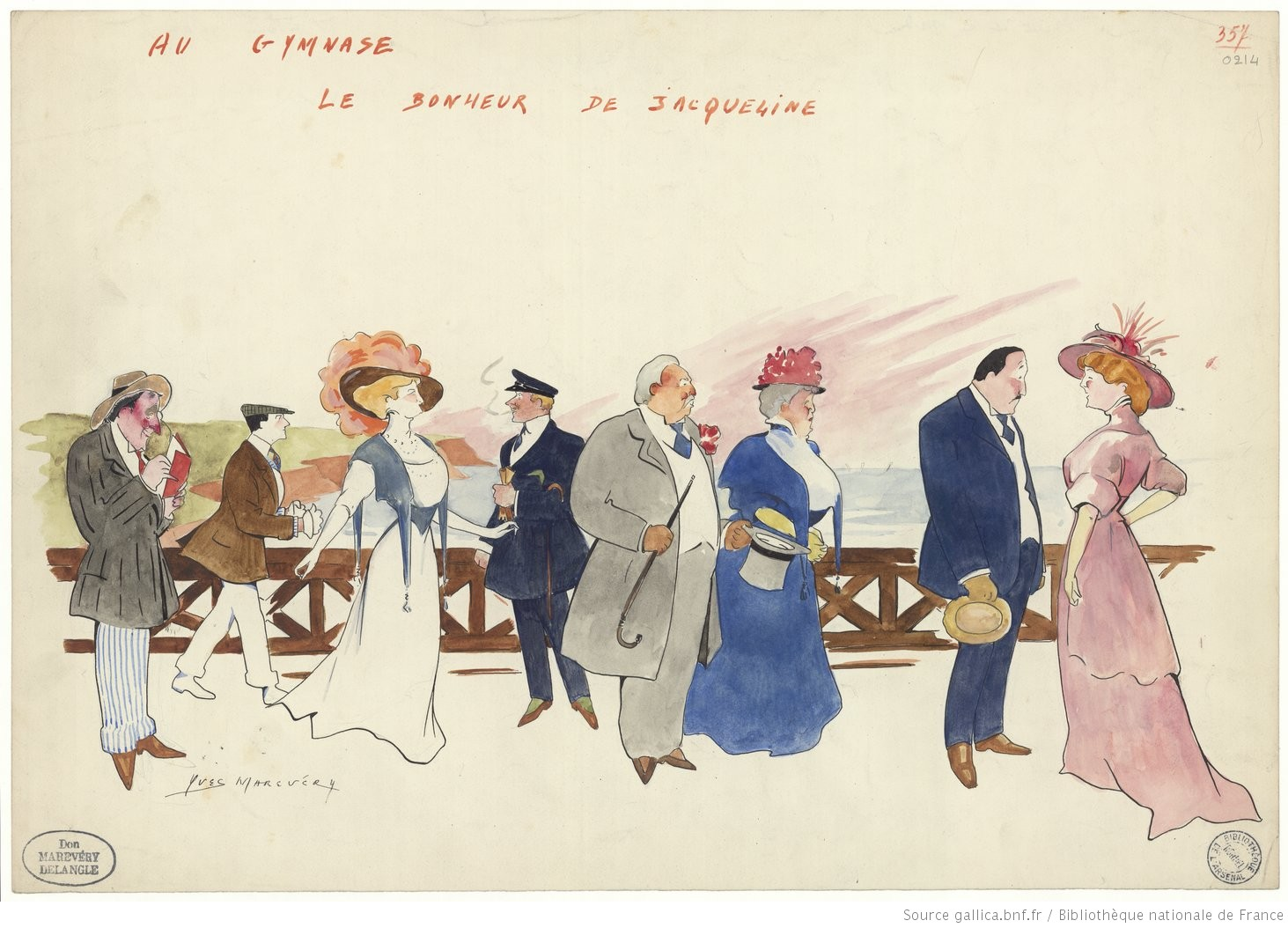
Caricature d'Yves Marevéry des acteurs jouant dans la pièce Le Bonheur de Jacqueline (1908).

Paul Gavault fait ses débuts de dramaturge dans les années 1890, principalement en collaboration avec Victor de Cottens, Georges Berr et P.-L. Flers. Il connaît en 1903 un de ses plus gros succès avec l'adaptation de la comédie musicales américaine The Belle of New York de Hugh Morton et Gustave Kerker, rebaptisée La Belle de New York et créée au Moulin-Rouge.
Paul Gavault est parallèlement scénariste pour la société Le Film d'art, signant notamment les films La Grande Bretèche d'après Balzac (1909), Joseph vendu par ses frères (1909, co-réalisé avec Georges Berr), Le Luthier de Crémone (1909), Le Légataire universel (1909), Werther d'après Goethe (1910), Madame de Langeais (1910, d'après Balzac), Carmen (1910, d'après Mérimée), Vitellius (1910), L'Héritière (1910), Jésus de Nazareth (1911) et L'Usurpateur (1911) et Mademoiselle Josette, ma femme (1914).
Il est nommé directeur du théâtre de l'Odéon entre 1914 et 1921, succédant à André Antoine (1858-1943), fondateur du Théâtre-Libre.
Paul Gavault meurt le 25 décembre 1951 en son domicile au no 6 rue Lyautey dans le 16e arrondissement de Paris, et est inhumé au cimetière des Pénitents noirs de Guéret (Creuse).

## Œuvres

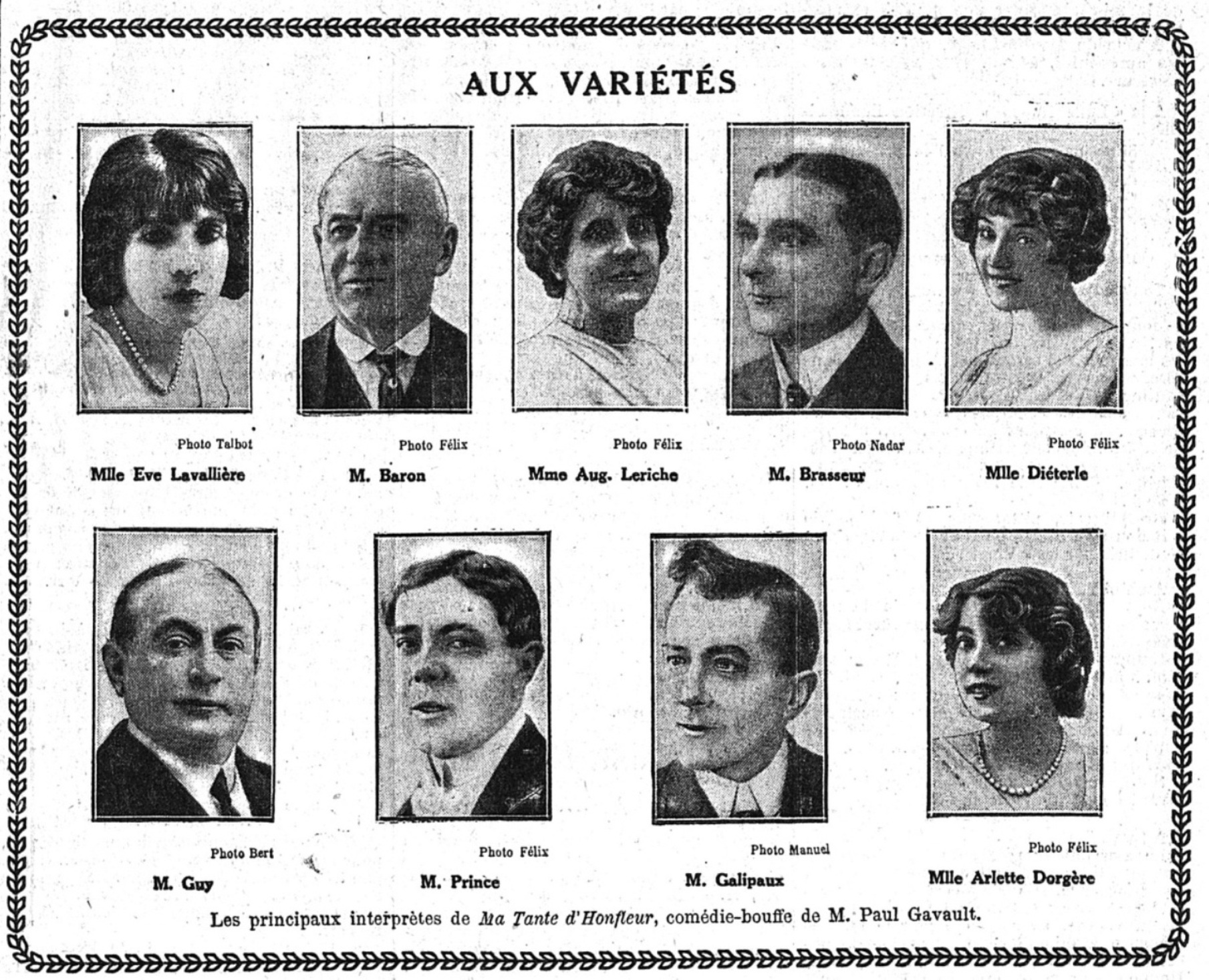
Principaux interprètes de la comédie Ma tante d'Honfleur, Le Figaro, 19 mars 1914.

- 1897 : Le Pompier de service de Paul Gavault et Victor de Cottens, théâtre des Variétés
- 1898 : Les Petites Barnett de Paul Gavault et Louis Varney, théâtre des Variétés
- 1898 : Chéri ! de Paul Gavault et Victor de Cottens, théâtre du Palais-Royal[4]
- 1900 : Moins cinq ! de Paul Gavault et Georges Berr, théâtre du Palais-Royal, 21 novembre 1900[5]
- 1901 : L'Inconnue de Paul Gavault et Georges Berr, théâtre du Palais-Royal, 21 novembre 1901
- 1901 : Madame Flirt de Paul Gavault et Georges Berr, théâtre de l'Athénée, 27 décembre 1901
- 1902 : Les Aventures du capitaine Corcoran[6] de Paul Gavault, Georges Berr et Adrien Vély, théâtre du Châtelet, 30 octobre 1902.
- 1903 : La Belle de New York, revue de P.-L. Flers et Paul Gavault d'après The Belle of New York de Hugh Morton et Gustave Kerker (1898), Moulin-Rouge[7]
- 1903 : Paris aux Variétés de Paul Gavault, théâtre des Variétés
- 1903 : L'Enfant du miracle, comédie bouffe en trois actes de Paul Gavault et Robert Charvay
- 1904 : La Dette de Paul Gavault et Georges Berr, théâtre de l'Odéon, 17 mars 1904
- 1906 : La Petite Mme Dubois, pièce en 3 actes, de Paul Gavault et Jean Lahaix.
- 1907 : La Dame du 23 de Paul Gavault et Albert Bourgain, théâtre du Palais-Royal
- 1907 : La Revue du centenaire, revue à grand spectacle en trois actes de Paul Gavault, P.-L. Flers et Eugène Héros, théâtre des Variétés
- 1908 : Le Bonheur de Jacqueline, comédie en quatre actes de Paul Gavault, au théâtre du Gymnase
- 1909 : Monsieur Zéro de Paul Gavault
- 1909 : Moins cinq de Paul Gavault
- 1909 : La Petite Chocolatière, comédie en quatre actes de Paul Gavault, théâtre de la Renaissance, 23 octobre 1909.
- 1912 : La Belle de New York (reprise), Moulin-Rouge[8],[9]
- 1912 : Le Bonheur sous la main de Paul Gavault
- 1912 : L'Idée de Françoise de Paul Gavault, théâtre de la Renaissance
- 1914 : Ma tante d'Honfleur de Paul Gavault,. A été représenté pour la première fois le 20 Mars 1914 à Paris, au Théâtre des Variétés[10]. La Petite Illustration, n°40, 2 Juin 1914.
- 1914 : Le Mannequin de Paul Gavault. A été représenté pour la première fois le 5 février 1914 à Paris au Théâtre de la Comédie Marigny. La Petite Illustration, n°36, 18 avril 1914.
- 1925 : L'École du bonheur, comédie en trois actes, théâtre Daunou
- 1933 : Le Paradis perdu de Paul Gavault, théâtre de l'Athénée

## Adaptation au cinéma
- 1923 : L'Idée de Françoise de Robert Saidreau

## Distinctions
- 1904 : chevalier de la Légion d'honneur
- 1919 : officier de la Légion d'honneur